# Франки ван дер Елст
Франки ван дер Елст (хол. Franky Van der Elst; рођен 30. априла 1961, Нинове, Белгија) је бивши белгијски фудбалер.
Фудбалску каријеру започео је у белгијском клубу Моленбек за који је играо од 1978. до 1984. Након тога је прешао у Бриж у којем је играо до краја каријере. У 466. наступа постигао је 15 голова.
За белгијску фудбалску репрезентацију играо је од 1984. до 1998. У 86 наступа постигао је 1 гол. Био је учесник на Светском првенству 1986 у Мексику, када је Белгија заузела четврто место. Наступио је и на још наредна три светска првенства. Поводом 100. година ФИФЕ 2004, Пеле је саставио списак 125 највећих фудбалера на којем је изабрао и Франки ван дер Елста.
Након завршетка каријере, ради као фудбалски тренер. Тренутно (2014. година) је први стратег фудбалског клуба К. С. В. Руселара.

## Трофеји
- Првенство Белгије: 1987–88, 1989–90, 1991–92, 1995–96, 1997–98
- Куп Белгије: 1990–91, 1994–95, 1995–96
- Суперкуп Белгије: 1988, 1990, 1991, 1992, 1994, 1996, 1998